# Сан-Ніколас-де-Ілокос
Сан-Ніколас (тагал. San Nicolas) — місто у філіппінській провінції Північний Ілокос на острові Лусон.

## Географія
Місто розташоване на півдні провінції у гирлі річки Падсен на протилежному боці від столиці провінції — Лаоага.

### Клімат
Місто знаходиться у зоні, котра характеризується кліматом тропічних саван. Найтепліший місяць — квітень із середньою температурою 29.4 °C (85 °F). Найхолодніший місяць — січень, із середньою температурою 25.6 °С (78 °F).
| Клімат Сан-Ніколаса     | Клімат Сан-Ніколаса | Клімат Сан-Ніколаса | Клімат Сан-Ніколаса | Клімат Сан-Ніколаса | Клімат Сан-Ніколаса | Клімат Сан-Ніколаса | Клімат Сан-Ніколаса | Клімат Сан-Ніколаса | Клімат Сан-Ніколаса | Клімат Сан-Ніколаса | Клімат Сан-Ніколаса | Клімат Сан-Ніколаса | Клімат Сан-Ніколаса |
| Показник                | Січ.                | Лют.                | Бер.                | Квіт.               | Трав.               | Черв.               | Лип.                | Серп.               | Вер.                | Жовт.               | Лист.               | Груд.               | Рік                 |
| Абсолютний максимум, °C | 39                  | 38                  | 38                  | 42                  | 41                  | 38                  | 38                  | 37                  | 38                  | 42                  | 42                  | 40                  | 42                  |
| Середній максимум, °C   | 30                  | 30                  | 31                  | 33                  | 33                  | 32                  | 31                  | 31                  | 31                  | 31                  | 31                  | 30                  | 31                  |
| Середня температура, °C | 25                  | 26                  | 27                  | 29                  | 29                  | 29                  | 28                  | 27                  | 28                  | 28                  | 27                  | 26                  | 27                  |
| Середній мінімум, °C    | 21                  | 21                  | 22                  | 25                  | 25                  | 25                  | 25                  | 25                  | 24                  | 24                  | 23                  | 21                  | 23                  |
| Абсолютний мінімум, °C  | 13                  | 15                  | 16                  | 17                  | 21                  | 20                  | 22                  | 22                  | 20                  | 18                  | 16                  | 11                  | 11                  |
| Норма опадів, мм        | 0                   | 0                   | 0                   | 10                  | 160                 | 290                 | 380                 | 500                 | 340                 | 140                 | 40                  | 10                  | 1930                |
| ----------------------- | ------------------- | ------------------- | ------------------- | ------------------- | ------------------- | ------------------- | ------------------- | ------------------- | ------------------- | ------------------- | ------------------- | ------------------- | ------------------- |
| Джерело: Weatherbase    |                     |                     |                     |                     |                     |                     |                     |                     |                     |                     |                     |                     |                     |